# Шилале

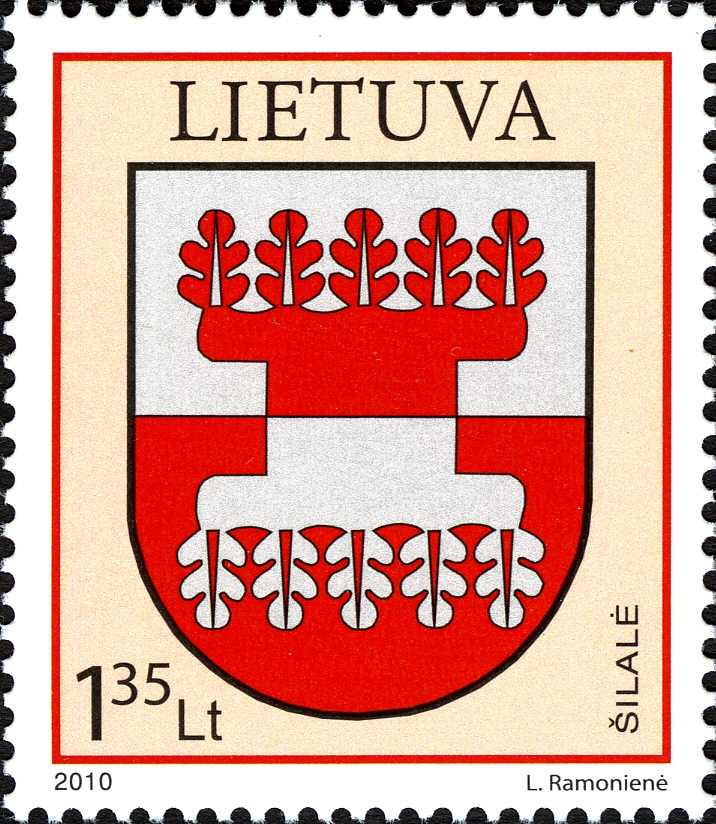
Шилале из серии «Города Литвы», Почта Литвы, 2010

Шила́ле (лит. Šilalė, жем. Šėlalė) — город на западе Литвы, является административным центром Шилальского района в Таурагском уезде) и двух староств (Тракседского и Шилальского сельского), также имеет статус городского староства (сянюнии, лит. Šilalės miesto seniūnija).

## Общая характеристика
Город Шилале расположен в верхнем течении реки Локиста, у места впадения в неё левого притока Ашутис. На реке Ашутис в пределах города устроено городское водохранилище.
В городе есть две церкви, действует несколько АЗС, аптек, школ, два банковских отделения, музей, больница, почтовое отделение (LT-75001), библиотека.

## Население
| 1885                           | 1903 | 1970 | 1976 | 1979 | 1989 | 2001 |
| ------------------------------ | ---- | ---- | ---- | ---- | ---- | ---- |
| 990                            | 1502 | 2995 | 4100 | 4242 | 6308 | 6294 |
| 2002                           | 2003 | 2004 | 2005 | 2006 | 2007 | 2008 |
| 6292                           | 6227 | 6120 | 6060 | 5935 | 5823 | 5776 |
| 2009                           | 2010 | 2011 | 2012 | 2013 | 2014 | 2015 |
| 5701                           | 5652 | 5486 | 5445 | 5507 | 5454 | 5459 |
| Гистограмма динамики населения |      |      |      |      |      |      |

## История
В исторических источниках впервые упоминается под 1533 годом.
В советское время в городе существовала швейная фабрика и маслодельный завод.
Первый герб города был создан в 1968 году. Текущий вариант герба был официально утверждён в 2001 году.
Административное подчинение
До Первой мировой войны имел статус местечка и входил в состав Россиенского уезда Ковенской губернии.
В 1950 году Шилале стал административным центром Шилальского района.
31 января 1952 года получил статус города.

## Карты
- Лист карты N-34-21 Шилале. Масштаб: 1 : 100 000. Состояние местности на 1985 год. Издание 1988 г.
- Лист карты N-34-21 Шилале. Масштаб: 1:100 000. Состояние местности на 1893-94 г. Издание 1930-е г.
- Лист 2 ряда XI из комплекта топографических карт Российской империи работы Шуберта. Масштаб: 3 версты в дюйме (1 см-1260 м, 1:126000).